# 쉽앤쉽
쉽앤쉽(중국어: 羊了个羊, 영어: SheepNSheep)은 젠유(简游科技)에서 개발한 타일 맞추기 게임이다. 2022년 9월 위챗 미니게임을 통해 배포된 이 게임은 입소문을 타 유명세를 얻게 되었고, 관련해서 밸런스 붕괴, 게임 "3 Tiles" 표절, 배경 음악 보통Disco 표절 등의 논란이 있다.

## 게임 방법
쉽앤쉽은 타일 맞추기 게임으로, 같은 문양의 타일 3개를 선택하면 타일이 제거된다. 게임 속의 타일은 여러 층으로 겹쳐진 상태로, 밝게 표시되는 가장 윗 층 타일만 선택할 수 있다. 게임 내에는 3종류의 아이템과 부활 기회가 있으며, 플레이어는 광고 시청을 통해 아이템을 획득할 수 있다. 게임에는 지역 단위의 랭킹 시스템이 구현되어 있다. 저장 기능이 없으며 도전 과제는 매일 새로 갱신된다.

## 개발 및 배포
젠유(简游科技)는 장자쉬(张佳旭)가 2021년에 설립한 게임 회사다. "쉽앤쉽"은 g-bits Network(SSE: 603444)의 투자를 받아 공동 프로젝트로 개발되었으며, 장자쉬는 중간 조율역을 맡았다. 이 게임은 프로젝트 내에서도 작은 아이템에 불과하고, 게임 이름에도 별다른 의미가 없다. 게임 플레이는 3개월 간의 테스트를 거쳤다. 게임은 처음부터 위챗 미니게임으로 포지션을 잡고, 주 수입원은 내부 광고로 이뤄졌다. 또한 개발팀은 "배너 광고"가 게임성을 해칠 수 있다고 판단해 영상광고만 채택했다. 이 게임은 모든 플레이어가 함께 플레이할 수 있도록 모든 플랫폼에서 동일한 서버를 공유하도록 설계되었다.
게임 출시 전, 개발팀은 10만 위안 정도의 매출을 예측했지만, 출시 후 게임의 인기는 상상을 초월했다. 단순 게임 홍보를 위한 틱톡 프로모션 비용만 해도 500만 위안을 넘었으며, 내부 모바일 광고를 통해 상당한 수익을 창출했다. 게임이 흥행하자 수많은 해적판 게임이 등장했으며, 일부는 심지어 앱 스토어 무료 게임 목록 1위를 차지하였다. 게임 서버도 해적판 측의 사이버 공격으로 수차례 다운되었다. 게임 난이도가 워낙 높기 때문에, 게임을 클리어하지 못한 일부 플레이어는 게임이 내부적으로 클리어 불가능하게 조작됐다는 의문까지 제기하기도 했다. 장자쉬는 《베이징청년보》와의 인터뷰에서 게임은 실제로 클리어가 가능하며, 게임 진행이 막힐 경우를 대비해 랜덤 섞기 아이템을 준비했다고 전했다.

## 평가
'쉽앤쉽'은 9월 13일 바이두 실시간 검색어 1위를 기록했고, 9월 16일 기준으로 시나 웨이보의 관련 주제는 25억 조회수를 달성했다. 9월 13일부터 16일 사이에 서버가 6번이나 다운되는 사태까지 발생했다. 게임이 워낙 흥행하면서도 너무 어려웠기에 고객센터를 사칭하면서 게임 아이템과 부활템을 판매하는 사기 범죄까지 생겨나면서, 경찰측에서도 공개적으로 주의를 당부했다.
많은 언론과 학자들이 게임에 대해 논평했으며, 그 의견은 대체적으로 부정적이다. 리뷰어들은 공통적으로 열악한 게임성과 벨런스 붕괴 문제를 비판했다. 난징교통기사학원 심리학 교수 한닝(韩宁)은 게임의 벨런스 및 설정에 중독 메커니즘이 내포되어 있다고 말했다. 절강대학 학자 판허린(盘和林)은 이 게임이 "게임 진행 막힘을 미끼로 마케팅을 진행했다"고 말했다. 3DMGAME 편집장 왕리(王瞾)는 해당 장르 게임의 유행에 우려를 표하면서, 쉽앤쉽같은 레저게임은 과거 중국 게임 산업을 지탱했지만, 게임 산업 미래 발전에는 별로 도움이 되지 않을 것이라고 밝혔다.。
게임 마케팅 방식 역시 전문가들의 관심을 받았다. 《Jimu뉴스》 쩡링커(曾凌轲) 기자는 9월 23일 이후부터 게임의 난이도가 떨어지고 있음을 밝혔다. 베이징 사회과학원 연구원 왕펑(王鹏)은 이 게임이 '극악의 난이로'로 주목을 받고, 흥행 이후 난이도를 하향시켜 제차 유입을 유도했다고 밝혔다. 유희포도(遊戲葡萄)의 편집자는 게임의 "극악의 난이도"가 오히려 플레이어의 클리 욕구를 불러일으켰다는 기사를 게재했다. IGN 중국의 편집자 Kamui Ye는 "쉽앤쉽"이 "게임으로서는 끔찍한 상품"이지만 "인터넷 상품으로서는 의심할 여지 없이 상업적으로 매우 성공적"이라고 지적했다. DoNews의 편집자 딩판(丁凡)은 해당 게임이 인터넷을 통해 대중화될 수 있었던 이유는젠유(简游科技)의 투자회사 중 하나인 g-bits Network가 게임 마케팅에 참여했고, 작품의 마케팅 전략이 g-bits의 두두월드 홍보 방식과 유사했기 때문이라고 밝혔다.

## 논란
"쉽앤쉽"은 타일 매칭 게임 "3 Tiles"과 매우 유사하다는 비난을 받았고, 젠유(简游科技)측은 타일 맞추기 게임은 매우 흔한 게임 플레이 방식이라고 문제 없음을 밝혔다. 베이징 변호사 스빈빈(司斌斌)은 "쉽앤쉽"이 "3 Tiles"과의 플래이 방식이 유사한 점은 "합리적인 참조로 표절이나 침해 조건에 해당되지 않는다"며, 동시에 문제점으로 게임 판호(중국 내부 게임 서비스 허가) 부제를 지적했다. 유희포도(遊戲葡萄)는 게임의 프로토타입이 1993년 IGS에서 출시한 마작 아케이드 게임 "Chinese Dragon"에서 유래된 것이라고 밝혔다.
일부 네티즌들은 게임 배경 음악이 보통Disco의 반주를 도용했다고 주장했다. 베이징 변호사 페이인저우(裴银州)는 게임이 허가 없이 음악 작품을 사용할 경우, 저작권 침해에 해당할 수 있다고 밝혔다.